# Bianchetta Trevigiana
Die Weißweinsorte Bianchetta Trevigiana wird in der italienischen Region Venetien kultiviert. Seit dem 16. Jahrhundert schriftlich erwähnt, wurde sie im Jahr 1788 von Pietro Caronelli erstmals beschrieben. Präzisere Beschreibungen erfolgten von G.B. Zava im Jahr 1901 und durch Dalmasso im Jahr 1937. Zugelassen ist die Sorte in den Provinzen Belluno und Verona. Anfang der 1990er Jahre betrug die bestockte Rebfläche 209 Hektar. 
Die Rebsorte ist eine natürliche Kreuzung aus der Weißwein-Sorte Durella und der fast ausgestorbenen Rotweinsorte Brambana.
Sie findet als Nebensorte Eingang in den DOC-Wein Montello – Colli Asolani. Trotz ähnlich lautender Synonyme ist sie nicht mit der Sorte Vernatsch verwandt.
Siehe auch den Artikel Weinbau in Italien sowie die Liste von Rebsorten. In Ligurien gibt es eine Sorte namens Bianchetta Genovese.

## Ampelographische Sortenmerkmale
- Die Triebspitze ist offen. Sie ist leicht weißwollig behaart. Die weißlich- grünen Jungblätter sind nur spinnwebig behaart.
- Die mittelgroßen Blätter sind nahezu fünfeckig,  meist dreilappig, seltener fünflappig und nur schwach gebuchtet (siehe auch den Artikel Blattform). Die Stielbucht ist U-förmig offen. Das Blatt ist stumpf gezahnt. Die Zähne sind im Vergleich der Rebsorten mittelgroß.
- Die konusförmige Traube ist mittelgroß, geschultert und lockerbeerig. Die rundlichen Beeren sind dickschalig, mittelgroß und von grüngelblicher Farbe.

Reife: ca. 35 Tage nach dem Gutedel und gehört damit zu den Rebsorten der späten  dritten Reifungsperiode (siehe das Kapitel im Artikel Rebsorte). Sie ist eine Varietät der Edlen Weinrebe (Vitis vinifera). 

## Synonyme
Bianchetta Trevigiana ist auch unter 31 weiteren Synonymen bekannt:
Bianca Cinese, Bianca Gentile di Fonzaso, Bianchetta, Bianchetta Gentile, Bianchetta Semplice, Bianco Vernanzinaj, Cenese, Pavana Bianca, Perera Verde, Pignolo Bianco, Senese, Sorana, Uva Cinese, Verdesco, Vernaccia, Vernaccia del Cavalot, Vernaccia delle Marche, Vernaccia di Tezze, Vernaccia di Verona, Vernaccia Trentina, Vernaccina, Vernanzina, Vernassina, Vernazza, Vernazza Trentina, Vernazzina, Vernazzina Bianca, Vernazzola, Vernazzuola, Weisser Vernatch und Weissvernatsch.